# Papier vélin
Ne doit pas être confondu avec Vélin.
Le papier vélin est un papier sans grain, soyeux et lisse qui ne laisse pas apparaître de « vergeures » (traces de la toile métallique retenant la pâte lors de la fabrication du papier à la main). Ce papier évoque le vélin, un parchemin de luxe fabriqué avec la peau d'un veau mort-né. Pour rendre cet effet, les vergeures de la forme sur laquelle est coulée la pâte à papier sont remplacées par une fine toile métallique qui ne laisse aucune empreinte visible sur le papier.

## Histoire
La découverte du papier vélin, issu de la machine à papier à treillis métalliques extrêmement fins, est attribuée à deux anglais, John Baskerville et James Whatman (en), vers 1750. Whatman développe plus précisément le papier vélin entre 1754 et 1757, à la demande de Baskerville. Le papier vélin a été ensuite perfectionné en France par Étienne Montgolfier en 1777, puis en 1780 par François-Ambroise Didot avec les papetiers Johannot d'Annonay. C'est Benjamin Franklin (1706-1790), imprimeur de métier, qui leur aurait fait connaître la machine des papetiers anglais, lorsqu'il séjourna en France, entre 1776 et 1785, comme ambassadeur des jeunes États-Unis d’Amérique, et fit venir une presse dans sa maison de Passy (il tint aussi à visiter l'imprimerie de François Ambroise Didot et lui confia son petit-fils, auquel Firmin Didot enseigna la gravure et la fonte des caractères).

## Caractéristiques
Le papier vélin est un papier mince, pur fil (chiffon, alfa, coton, etc.) souvent très blanc. Contrairement au vergé, le vélin ne laisse pas apparaître de vergeures ni de pontuseaux par transparence, tout au plus, parfois, la trace du treillis métallique. En revanche, il porte souvent un filigrane, qui est obtenu par pression avant le séchage complet du papier.
Le papier vélin, très lisse et moelleux, convenait particulièrement bien à l'impression avec les nouveaux caractères Didot, fins et légers, de style néoclassique, mais son coût élevé le réservait à des tirages de luxe.